# Handwasserpumpen in der Gemeinde Nörvenich

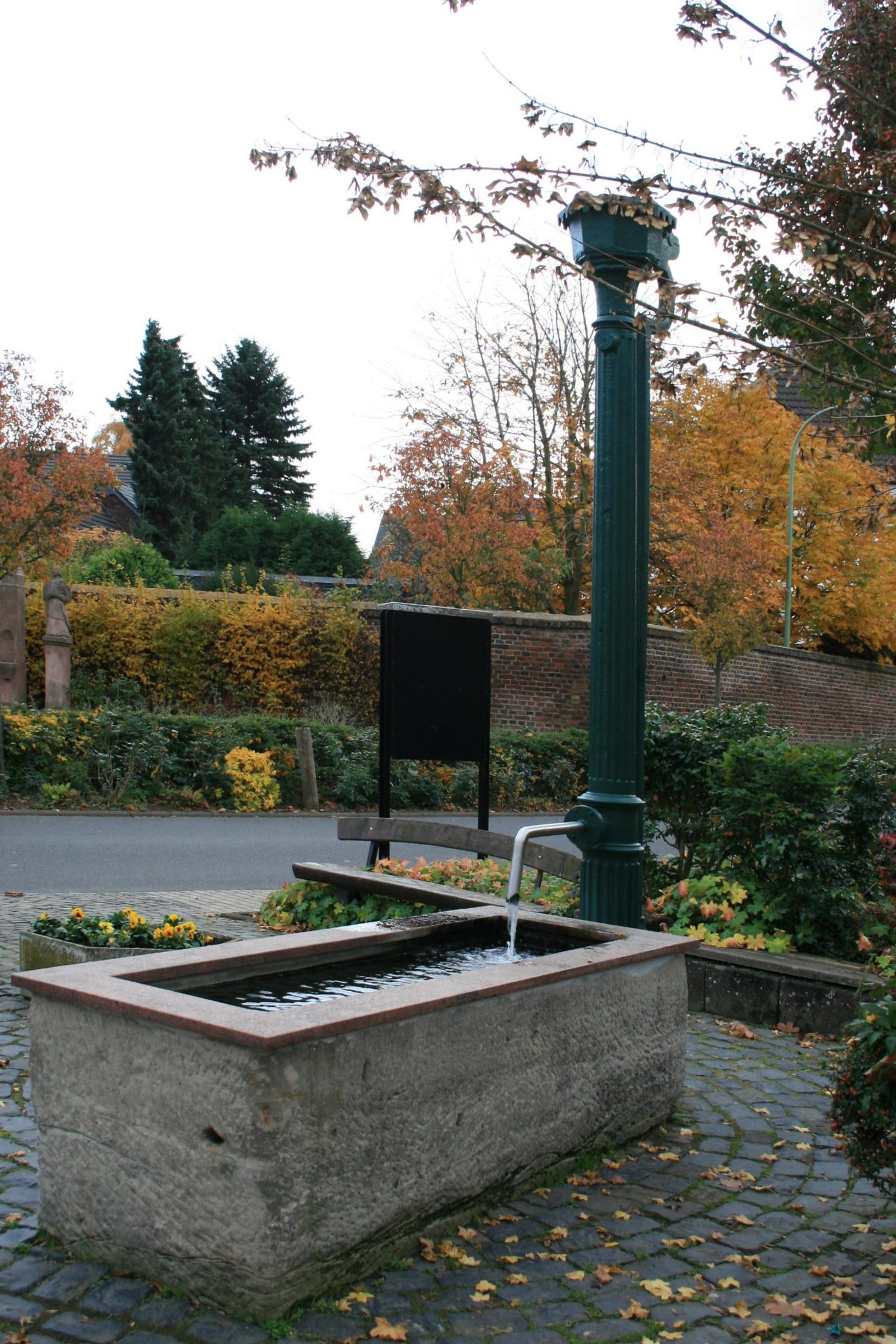
Pumpe Pingsheim

Handwasserpumpen in der Gemeinde Nörvenich waren in der ersten Hälfte des 20. Jahrhunderts noch in den Orten der Gemeinde Nörvenich im nordrhein-westfälischen Kreis Düren in Betrieb.

## Allgemeines
Die Brunnen, aus denen mit Handwasserpumpen Wasser gefördert wurden, wurden mundartlich Pötz genannt. Erste Handwasserpumpen lösten die Ziehbrunnen wahrscheinlich um 1880 ab. Der etwa 1857 in Embken geborene Installateur Franz Geusen hat in Nörvenich und den Nachbarorten die damals moderne Einrichtung, die Handwasserpumpe, installiert. In jedem Ort gab es dann eine oder mehrere dieser Pumpen, die einfach an die tiefste Stelle im Ort gesetzt wurde, da man schneller an Grundwasser kam und einen nicht so hohen Brunnenschacht mauern musste. Auf die Hygiene wurde weniger Wert gelegt, denn oft standen die Pumpen in der Nähe von  Misthaufen oder Abwasserrinnen.
Ab 1908 wurden in den Dörfern die ersten Wasserleitungen in Betrieb genommen. Vorreiter waren Binsfeld, Frauwüllesheim, Rath und Wissersheim.

## Standorte
In den Ortsteilen standen die öffentlichen Handwasserpumpen an folgenden Standorten:
- Binsfeld: Dürener Str. 24 und Schulstraße (etwa 5 m vor dem rechten Eingang zur ehemaligen Volksschule)
- Dorweiler: Margarethastr. 3, heute Spielplatz
- Eggersheim: Ecke Weststraße/Bachstraße/Kurfürstenstraße und Kapellenstraße (nördlich des Hauses Nr. 10)
- Eschweiler über Feld: Heribertstraße 37 (ehem. Schulhof), Heribertstr. 13, Ecke Heribertstraße/Schmiedegasse, Rote Erde 13, Ecke Buntwolfstraße/Am Ringsheimer Hof, Buntwolfstraße 22/24
- Frauwüllesheim: Ecke Mittelstraße/Brigidastraße
- Hochkirchen: Weidbergstraße (etwa 10 m vor der Einmündung in die Neffeltalstraße)
- Irresheim: Brunnenplatz
- Nörvenich: Zülpicher Str. 39, Zülpicher Straße 23, Marktplatz vor dem Barrensteinhaus, An der Vikarie (ehem. Schulhof), Oberbolheimer Straße/Am Kreuzberg/Burgstraße vor den Häusern Oberbolheimer Straße 2 und Am Kreuzberg 1
- Alt-Oberbolheim: Ecke Triftstraße/Schulstraße
- Pingsheim: vor dem Haus Alfons-Keever-Straße 4
- Poll: Ecke Petrusstraße/Erper Straße
- Rath: Nikolausstraße 3
- Rommelsheim: Ellbachstraße etwa 5 m hinter dem Ehrenmal, Lindenstraße etwa 10 m vor Haus Nr. 5
- Wissersheim: Oberstraße 19, Schillerplatz etwa 8 m vor Haus Nr. 4

Einige reiche Bauern etc. ließen sich private Handwasserpumpen installieren, auf die hier aber nicht eingegangen wird. Einige Pumpen stehen unter Denkmalschutz und wurden aus diesem Grund oder aus historischen Gründen erhalten, jedoch ohne Funktion.